# هاردبال (فیلم)
هاردبال (به انگلیسی: Hardball) فیلمی محصول سال ۲۰۰۱ و به کارگردانی برایان رابینز است. در این فیلم بازیگرانی همچون کیانو ریوز، داین لین، جان هاکس، دی بی سویینی، مایک مک‌گلون، گراهام بکل و مایکل بی.جردن ایفای نقش کرده‌اند.